# 領事局
領事局（りょうじきょく、英語: Consular Affairs Bureau）は、外務省組織令によって設置された日本国外務省の内部部局の一つである。パスポートや査証など国内・国外間の人の移動の管理、海外邦人の権利や利益の保護増進などを所管する。

## 沿革
領事局の前身は領事移住部である。領事移住部は1968年（昭和43年）行政機構簡素化法による中南米・移住局の解体再編に伴い、移住行政部門を外務省大臣官房に設置したことにはじまる。
海外旅行や海外ビジネス活動を行う日本人が少なかった時代、領事移住部の主な仕事は海外移住者や日本に出稼ぎに来る日系人への行政サービスであったが、日本が経済発展を遂げるとともに海外在留邦人・入出国者数は増加し、パスポートの発給業務などが拡大し、領事局の事務は増えていった。また2001年9月の米国同時多発テロやSARSの流行など、新たな危機に日本は直面し、領事業務が質的・量的に拡大した事情から、2004年8月、領事移住部は領事局に格上げされた。
鳩山由紀夫内閣施政下、国際問題となっていた親権者による子どもの連れ去り問題に対応するため「子の親権問題担当室」を設置し国際的な子の奪取の民事上の側面に関する条約加盟のための準備活動を開始。その後菅直人内閣施政下で条約加盟の前提となる国内法整備に踏み切り、領事局ハーグ条約室が担当所管となった。
2017年時点の領事局の行政事務は、国際関係の複雑化とともに複雑化・多様化しており、出入国者の地位確認、渡航の安全、来日外国人の管理、外国邦人のテロ対策など事務は多岐にわたる。

## 所掌事務
- 海外邦人及び在日外国人に係る事務
  - 外交政策[5]
  - 外国政府との交渉・協力[6]
  - 国際機関等への参加・協力[7]
  - 対外関係事務の処理及び総括[8]
- 海外邦人に係る事務
  - 法律上・経済上の利益保護及び増進[9]
  - 生命・身体の保護安全[10]
  - 身分関係事項[11]
  - 身分証明[12]
- 在外選挙・国民投票の実施[13]
- 旅券発給、海外渡航、海外移住[14]
- 査証[15]
- 在日外国人の待遇に関する関係行政機関の事務の連絡調整[16]

## 組織
- 局長
- 審議官
- 参事官
- 政策課[17]
  - 企画官[18]
  - 領事IT室
  - 領事サービス室[18]
  - ハーグ条約室[18]
    - 領事体制強化室
    - 在外選挙室
    - 領事サービスセンター室
- 海外邦人安全課[17]
  - 邦人援護官[19]（2名）
  - 邦人テロ対策室[19]
- 旅券課[17]
- 外国人課[17]

## 人事
2025年時点の現職局長は、岩本桂一（前大臣官房審議官)。局の本省審議官（2名）は総合外交政策局と欧州局の審議官を兼務し、本省参事官（2名）は中東アフリカ局と大臣官房の参事官を兼務している。

### 元領事局長
- 鹿取克章（小泉内閣）
- 谷崎泰明（1次安倍,福田内閣）
- 深田博史（麻生,鳩山由内閣）
- 川田司（菅内閣）
- 沼田幹男（野田内閣）
- 上村司（2次安倍内閣）
- 三好真理（2次安倍内閣）
- 能化正樹（安倍内閣）
- 相星孝一（3・4次安倍内閣）
- 垂秀夫（4次安倍内閣）